# Sako Cheskija
Sako Cheskija (bulgarisch Зако Хеския, englische Transkription Zako Heskija, auch Zako Heskia; * 21. September 1922 in Istanbul; † 3. Juni 2006 in Sofia) war ein bulgarischer Filmregisseur und Drehbuchautor.
Cheskija wurde mit seinem Film „Gorechto Pladne“ (Torrid Noon) bekannt. Er war 1966 der erste bulgarische Beitrag bei den Internationalen Filmfestspielen von Cannes und eine Nominierung für die Goldene Palme. 1981 gewann er mit dem Film „Mein Freund, der Pirat“ den Spezialpreis des Internationalen Filmfestivals Moskau.
Sako Cheskija arbeitete mit dem ehemals staatlichen Bojana Filmstudio in Sofia zusammen.

## Filmografie
Spielfilme
- 1965: Gorechto Pladne (Torrid Noon) (Regie)
- 1966: The Start of the Summer Holidays (Regie)
- 1969: The Eighth (Regie)
- 1971: Three Reservists (Regie)
- 1974: Dawn Over the Drava (Regie)
- 1976: Bou Posledon (Regie/ Drehbuch)
- 1979: A Final Battle (Regie)
- 1981: Mein Freund, der Pirat (Йо-хо-хо)
- 1989: Scar-Free (Regie)

Fernsehfilme
- 1979: Alone Among Wolves (Regie)
- 1985: Nights with the White Horses (Regie)